# Briza
Briza és un gènere de plantes de la família de les poàcies natives de les zones temperades de l'hemisferi nord.
És una planta de la família de les gramínies, d'espigues ovalades, sovint de color bru o purpuri, que pengen de pedicels filiformes.
Se solen anomenar herbes de tremolor o balladors/balladores, perquè les dacses que porten els fruits (les espigues) es mouen en les seves tiges amb la brisa més lleu.
Alguns dels seus membres es conreen com a plantes ornamentals.

## Descripció
Són plantes anuals. Fulles amb beina de marges lliures; lígula membranosa; limb pla. Inflorescència en panícula laxa, amb espiguetes pedunculades; peduncles filiforme, més o menys flexuosos. Espiguetes comprimides lateralment, amb de 4 a 20 flors hermafrodites, imbricades; quilla glabra, desarticulant-se en la maduresa. Dos glumes subiguals, papiràcies, més curtes que les flors; la inferior amb de 3 a 7 nervis; la superior amb entre 3 i 9 nervis. Lema tallada a la base, amb set nervis, papiràcia. Pàlea el·líptica, aproximadament de dos terços de la longitud de la lema, escariosa, amb dues quilles marginals ciliades. Androceu amb tres estams. Ovari glabre. Cariopsis més o menys obovada, glabra.

## Ecologia
Les espècies de Briza són utilitzades com a font d'alimentació per les larves d'algunes espècies de lepidòpters, incloent-hi Coleophora lixella.

## Taxonomia
El gènere va ser descrit per Linneé i publicat a Species Plantarum 1: 70-71. 1753. L'espècie tipus és: Briza mitjana L.
Citologia

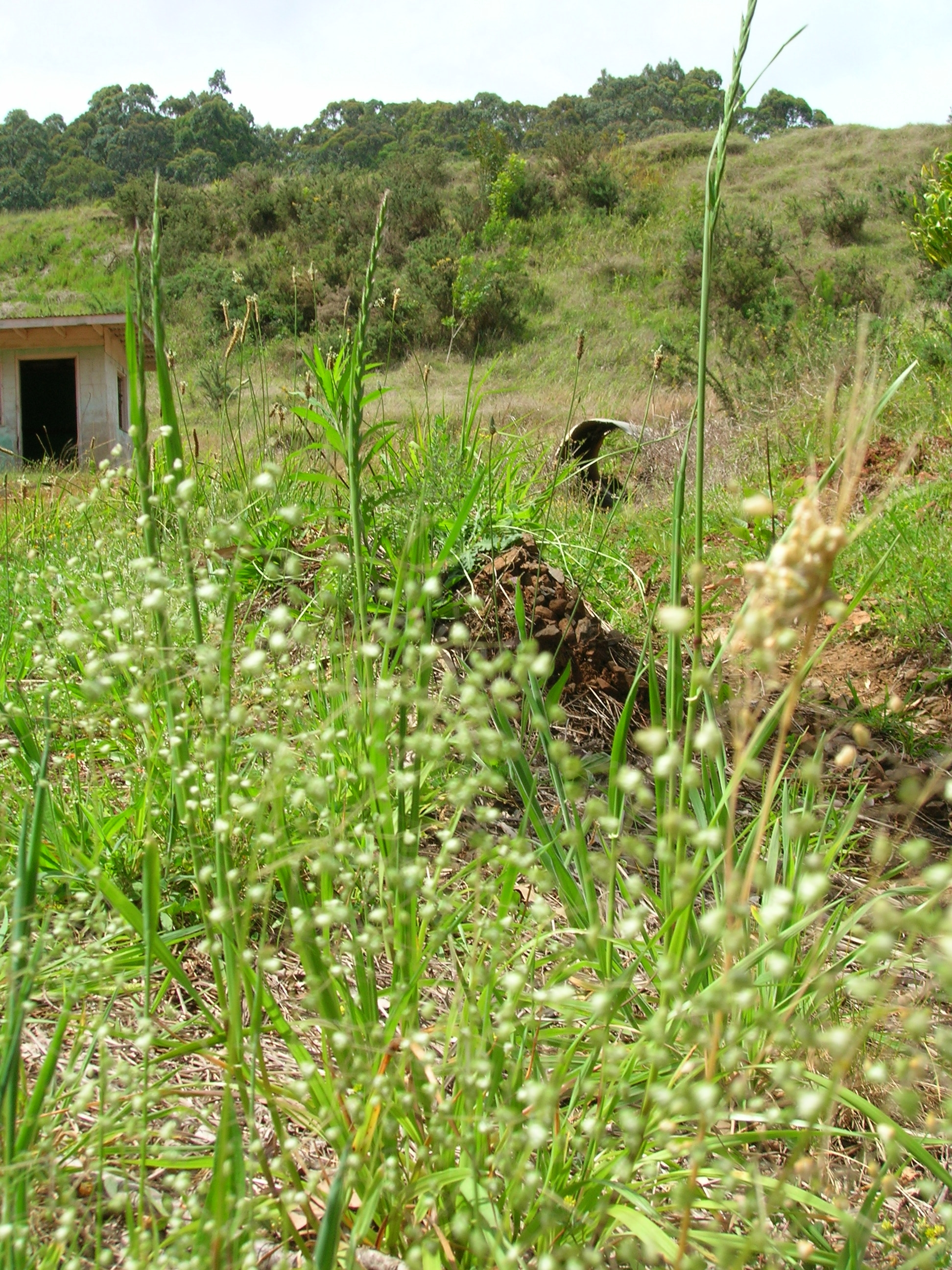
Briza minor.

El nombre cromosòmic bàsic és x = 5 i 7, amb nombres cromosòmics somàtics de 2n = 10, 14 i 28. Hi ha espècies diploides i tetraploides. Els cromosomes són relativament grossos. El contingut d'ADN per nucli haploide és de 5,2-10,8 pg (informat per 6 espècies, amb una mitjana de 7,3). El contingut d'ADN en les cèl·lules somàtiques és -en mitjana- de 17,7 pg (3 espècies, el rang de variació és de 14.6 a 21.6).
Etimologia
El nom del gènere deriva del grec brizo (somni o assentiment), referint-se al capdavant de les espigues.
- Briza bipinnata L.
- Briza brizoides (Lam.) Kuntze
- Briza erecta Lam.
- Briza glomerata Kuntze
- Briza humilis M. Bieb.
- Briza lamarckiana Nees
- Briza lindmanii Ekman
- Briza mandoniana (Griseb.) Henrard
- Briza marcowiczii Woronow ex B. Fedtsch.
- Briza maxima
- Briza media L. belluguet mitjà, bellugadís mitjà
- Briza minor L. belluguet petit, bellugadís petit
- Briza rufa (J. Presl) Steud.
- Briza subaristata Lam.
- Briza uniolae

(vegeu-ne una relació més exhaustiva a Wikispecies)

## Sinònims
(Els gèneres marcats amb un asterisc (*) són sinònims probables)

*Brizochloa V. Jirásek & Chrtek, 
Calosteca Desv., 
Calotheca P. Beauv., orth. var., 
Chascolytrum Desv., 
Chondrachyrum Nees, 
*Lombardochloa Roseng. & B. R. Arill., 
Macrobriza (Tzvelev) Tzvelev, 
Tremularia Heist. ex Fabr.